# Свора, Ганзо Юро
Га́нзо Ю́ро Сво́ра, немецкий вариант — Йоганн Георг Цвар (н.-луж. Hanzo Juro Swora, нем. Johann Georg Zwahr ; 6 октября 1785 года, деревня Гайнк, Нижняя Лужица — 19 июля 1844 года, деревня Тшадов, Нижняя Лужица) — лютеранский священник, нижнелужицкий филолог.

## Биография
Родился 6 октября 1785 года в семье серболужицкого учителя в деревне Гайнк, Нижняя Лужица. После окончания гимназии в Котбусе изучал лютеранское богословие в Галле. С 1812 года до своей кончины в 1844 году служил настоятелем в лютеранском приходе в серболужицкой деревне Тшадов.
Написал первый в истории нижнелужицко-немецкий словарь «Niederlausitzisch-wendisch-deutsches Handwörterbuch», который был издан в 1847 году уже после его смерти его сыном Яном Карло Фрицо Сворой. Словарь был написан с приложением, в котором дана краткая информация о нижнелужицком языке и его грамматике. В конце XVIII века словарь использовался в качестве методического пособия при преподавании нижнелужицкого языка.

## Сочинения
- Niederlausitzisch-wendisch-deutsches Handwörterbuch von J. G. Zwahr, Spremberg 1847